# Cagan Aman
Cagan Aman (in russo Цаган Аман?; in calmucco Цаһан Аман) è un villaggio della Russia, situato in Calmucchia. Appartiene al rajon Justinskij del quale è il centro amministrativo.
Il villaggio si trova sulla riva sinistra del Volga nella pianura Volgo-Sarpinskaja, parte della depressione caspica, a −4 m sotto il livello del mare. Dista 300 km dalla città di Ėlista, in direzione nord-est.